# The Legion of Death
The Legion of Death è un film muto del 1918 diretto da Tod Browning.

## Trama
La principessa russa Marya e suo fratello, il granduca Paul, studiano negli Stati Uniti quando li raggiunge la notizia della morte di Rasputin. Paul viene catturato da alcuni agenti del Servizio Segreto russo ma viene liberato per l'intervento del capitano Rodney Willard, al quale Marya ha chiesto aiuto.
Ritornata in Russia, Marya si unisce ai rivoluzionari mentre Willard partecipa ai lavori della Commissione Alleata. La principessa, turbata dalle ingerenze degli agenti tedeschi in Russia, organizza un gruppo militare femminile, la Legione della Morte, formata da donne contadine con la quale combatte contro i tedeschi. La legione viene sconfitta e Marya catturata. Riuscirà però a riconquistare la libertà.

## Produzione
Il film fu prodotto dalla Metro Pictures Corporation e venne girato in California, a Monrovia, nella San Fernando Valley e a San Pedro

## Distribuzione
Distribuito dalla Metro Pictures Corporation, il film - presentato da B.A. Rolfe - uscì nelle sale cinematografiche USA nel gennaio 1918.